# ديريك ماكاي
ديريك ماكاي هو سياسي بريطاني، ولد في 30 يوليو 1977 في رينفرو في المملكة المتحدة. نشط حزبياً في الحزب الوطني الإسكتلندي.

## مناصب
- انتخب Member of the 5th Scottish Parliament ‏ عن دائرة Renfrewshire North and West (Scottish Parliament constituency) [الإنجليزية]‏ وقد انضم خلال فترته النيابية [الإنجليزية]‏ (6 فبراير 2020 – ) للكتلة البرلمانية مستقل.
- انتخب Cabinet Secretary for Finance and the Constitution ‏ (18 مايو 2016 – 6 فبراير 2020).
- في 2016 Scottish Parliament election [الإنجليزية]‏، انتخب Member of the 5th Scottish Parliament ‏ عن دائرة Renfrewshire North and West (Scottish Parliament constituency) [الإنجليزية]‏ وقد انضم خلال فترته النيابية [الإنجليزية]‏ (5 مايو 2016 – 6 فبراير 2020) للكتلة البرلمانية الحزب الوطني الإسكتلندي.
- في الانتخابات النيابية العمومية الاسكتلندية 2011 [الإنجليزية]‏، انتخب عضو البرلمان الاسكتلندي الرابع ‏ عن دائرة Renfrewshire North and West (Scottish Parliament constituency) [الإنجليزية]‏ وقد انضم خلال فترته النيابية [الإنجليزية]‏ (5 مايو 2011 – 24 مارس 2016) للكتلة البرلمانية الحزب الوطني الإسكتلندي.